# 湯平村
湯平村（ゆのひらむら）は、大分県大分郡にあった村。現在の由布市の一部にあたる。

## 地理
大分川、支流花合野川の流域に位置していた。

## 歴史
- 1889年（明治22年）4月1日、町村制の施行により、速見郡下川村、谷川村が合併して村制施行し、湯平村が発足[1][2]。旧村名を継承した下川、谷川の2大字を編成[2]。
- 1899年（明治32年）3月7日、所属郡が大分郡に変更[1][2]。
- 1955年（昭和30年）2月1日、大分郡由布院町と合併し、湯布院町を新設して廃止された[1][2]。

## 産業
- 農業、湯平温泉[2]